# 乔治·梅什维尔季什维利
乔治·梅什维尔季什维利（1992年5月13日—），格鲁吉亚、阿塞拜疆男子摔跤运动员，2023年欧洲摔跤锦标赛男子自由式125公斤级铜牌得主、2024年欧洲摔跤锦标赛男子自由式125公斤级铜牌得主、2024年夏季奥林匹克运动会男子自由式125公斤级铜牌得主。